# Surfside
Surfside es un pueblo ubicado en el condado de Miami-Dade en el estado estadounidense de Florida. En el Censo de 2010 tenía una población de 5.744 habitantes y una densidad poblacional de 2.369,41 personas por km².
El 24 de junio de 2021 la localidad adquiere trascendencia mundial por el colapso del bloque de condominios de Surfside.

## Geografía
Surfside se encuentra ubicado en las coordenadas 25°52′44″N 80°7′24″O / 25.87889, -80.12333. Según la Oficina del Censo de los Estados Unidos, Surfside tiene una superficie total de 2.42 km², de la cual 1.48 km² corresponden a tierra firme y (39%) 0.95 km² es agua.

## Demografía
Según el censo de 2010, había 5.744 personas residiendo en Surfside. La densidad de población era de 2.369,41 hab./km². De los 5.744 habitantes, Surfside estaba compuesto por el 94.64% blancos, el 1.27% eran afroamericanos, el 0.07% eran amerindios, el 1.31% eran asiáticos, el 0% eran isleños del Pacífico, el 1.03% eran de otras razas y el 1.69% pertenecían a dos o más razas. Del total de la población el 46.54% eran hispanos o latinos de cualquier raza.